# Prosopocoilus eligmonotus
Prosopocoilus eligmonotus is een keversoort uit de familie vliegende herten (Lucanidae). De wetenschappelijke naam van de soort is voor het eerst geldig gepubliceerd in 1982 door Lacroix.